# Extrem metal
Extrem metal (eng. Extreme metal) är ett samlingsnamn för de tyngsta och mest extrema undergenrerna till heavy metal, såsom black metal, death metal, grindcore och thrash metal. 
När den aggressivare hardcorepunken blandades in med glamrocken under 1980-talet skapades genren thrash metal, vilken blev den första varianten av extrem metal. Enligt metal-webbplatsen Metal-Rules är den tyngsta thrash metal-musiken och alla tyngre genrer att räkna som extrem metal, där hävdas dock att melodisk death metal inte bör räknas. Etnologen Keith Kahn-Harris räknar hit genrerna black metal, death metal, doom metal och thrash metal.
Extrem metal karakteriseras av mycket högt tempo, som i grindcore eller mycket lågt tempo, som i death/doom. Sångstilen kallas growl men skiljer sig ganska mycket åt mellan de olika genrerna.